# Emorya suaveolens
Emorya suaveolens är en flenörtsväxtart som beskrevs av John Torrey. Emorya suaveolens ingår i släktet Emorya och familjen flenörtsväxter. Inga underarter finns listade i Catalogue of Life.